# Торпедо-ШААЗ
«Торпедо-ШААЗ» — спидвейный клуб из города Шадринска.
Дважды чемпион России по спидвею на льду среди юниоров (2010, 2011). С сезона 2011/2012 выступает в суперлиге чемпионата России по ледовому спидвею, до этого выступала дивизионом ниже — в высшей лиге.
Ныне клуб выступает в высшей лиге.

## Достижения

### Юниоры
- : 2010, 2011
- : 2008, 2012